# برت راجرز
برت راجرز (انگلیسی: Brett Rogers؛ زادهٔ ۱۷ فوریهٔ ۱۹۸۱) ورزشکار هنرهای رزمی ترکیبی اهل ایالات متحده آمریکا است.